# Pâteliers
Les pâteliers ou pastilliers sont les membres d'une secte luthérienne du milieu du XVe_siècle, ainsi nommés parce qu'ils soutenaient que le corps du Christ était dans le pain de l'Eucharistie comme le lièvre dans un pâté.
L'existence de cette secte est attestée notamment par l'historien Scipion Dupleix, mais peu de détails sont connus sur leurs activités.
Les pâteliers sont mentionnés dans le film de Luis Buñuel, La Voie lactée (1969), où un prêtre reprend l'analogie du pâté. 